# Mount Lorne
Mount Lorne – miejscowość w Kanadzie, w Jukonie. Według danych na rok 2016 liczyła 437 mieszkańców.